# Rees Odhiambo
Rees Odhiambo (Nairobi, 23 settembre 1992) è un giocatore di football americano keniota che milita nel ruolo di offensive tackle per gli Indianapolis Colts della National Football League (NFL).

## Biografia

### Carriera professionistica

#### Seattle Seahawks
Odhiambo al college giocò con i Boise State Broncos dal 2012 al 2015. Fu scelto nel corso del terzo giro (97º assoluto) del Draft NFL 2016 dai Seattle Seahawks. Debuttò come professionista subentrando nella gara della settimana 2 contro i Los Angeles Rams. La sua stagione da rookie si concluse con 8 presenze, nessuna delle quali come titolare.
Odhiambo iniziò la stagione 2017 come tackle sinistro titolare dei Seahawks. Disputò le prime 7 gare gare prima di infortunarsi alle dita di entrambe le mani, cosa che richiese un intervento chirurgico e che lo costrinse a venire inserito in lista infortunati il 7 novembre, chiudendo la sua annata.

#### Indianapolis Colts
Il 24 settembre 2018, Odhiambo fu firmato alla squadra di allenamento dagli Indianapolis Colts.